# Louis-François-Bertrand du Pont d'Aubevoye de Lauberdière
Louis-François-Bertrand du Pont d'Aubevoye, comte de Lauberdière, né le 27 octobre 1759 au château de l'Auberdière (anciennement Lauberdière), propriété située en Anjou, plus précisément dans la paroisse de Bocé, aujourd'hui commune déléguée de Baugé-en-Anjou, où il est décédé le 8 février 1837, est un officier général et homme politique français. Il a participé à la Guerre d'indépendance des États-Unis et a fait partie de la Grande Armée. En 1814, Louis XVIII le fait lieutenant-général des armées du Roi.

## Origines familiales et formation militaire
Le comte de Lauberdière appartient à une ancienne famille noble remontant aux Croisades et originaire de la Touraine. Il est le fils de François-Charles-Mathieu du Pont d'Aubevoye, seigneur de Lauberdière (1723-1795), mousquetaire de la garde du roi et chevalier de Saint-Louis. On lui doit d'avoir vulgarisé sur ses terres la culture de la pomme de terre. Sa mère, Louise-Jeanne-Claire Le Gros de Princé était la fille de Louis-Paul Le Gros, seigneur de Princé et de la Bourrelière, chevalier de Saint-Louis, et de Anne-Jeanne Bégon, sœur de la mère du comte de Rochambeau. Par son père, Lauberdière descend des Villiers-Lauberdière, branche des Villiers de l'Isle-Adam installée en Anjou. Par sa mère, petite-fille de Marie Hurault de l'Hôpital, Lauberdière descend de Michel de l'Hospital.
Il intègre le Collège militaire de la Flèche le 7 octobre 1767, sur une recommandation de Choiseul et après avoir justifié de quatre quartiers de noblesse. C'est là qu'il fait la connaissance de Aristide Aubert du Petit-Thouars avec lequel il entretiendra une longue et solide amitié. Entré le 3 octobre 1773 à l'École royale militaire, il en sort cadet gentilhomme et rejoint le régiment de Saintonge avec le grade de sous-lieutenant en 1778.

## Guerre de l'Indépendance des États-Unis
Il passe capitaine en 1780, officier de l'état-major pendant les campagnes d'Amérique, comme aide de camp du général de Rochambeau, son oncle à la mode de Bretagne. Il lui servira d'interprète dans toutes ses conférences avec George Washington. Au côté de Jean-Baptiste Berthier, il se révèle un officier topographe distingué. Il participe au siège et à la victoire de Yorktown. Il sera admis dans l'ordre de Cincinnatus en 1789.
En 1787 il est nommé aide major général des logis des armées, major l'année suivante. Il est admis aux honneurs de la cour en 1789 avec le titre de comte et reçoit la Croix de chevalier de Saint-Louis un an après. Il épouse le 16 juin 1790, en l'église Saint-Sulpice, à Paris, Caroline Macnamara-Hussey (1772-1834), d'ancienne origine irlandaise.
Il est envoyé ensuite à l'Armée du Nord comme colonel, puis reçoit du ministre de la Guerre, Le Bègue Du Portail, une mission pour l'Irlande en 1791, mission malheureuse puisqu'il sera arrêté par les forces anglaises et retenu comme prisonnier de guerre de mai 1793 à juin 1800.
Durant ce temps son vieux père, retiré dans son manoir de la Gouberie, au Vieil-Baugé, est interpellé chez lui par les soins du comité de surveillance révolutionnaire de la ville de Baugé parce que sa fille, Claire-Henriette-Charlotte du Pont d'Aubevoye (née le 4 décembre 1757), élevée à Saint-Cyr, a émigré. Il meurt au mois d'octobre 1795, totalement isolé.
Louis-François de Lauberdière est finalement échangé par les Anglais en Prairial an VIII. Le Maréchal de Rochambeau, qui veille toujours sur lui, le recommande à Napoléon Bonaparte, alors Premier Consul. Il reprend du service en l'an X, dans les états-majors de l'Armée d'Italie, puis de l'Armée d'Allemagne. Il se distingue à la bataille d'Elchingen et à la bataille d'Iéna.

## Guerres de l'Empire napoléonien
Il est désigné le 9 thermidor an XI, pour représenter au Corps législatif le département de Maine-et-Loire. On l'appelait alors Dupont-Lauberdière. Il quitte l'assemblée l'année d'après, combat en Pologne dans les rangs de la Grande Armée et est grièvement blessé à Deppen : sa conduite dans cette affaire lui vaut la décoration de la Légion d'honneur et le grade de général de brigade le 12 février 1807. Le 3 juin 1808 il est fait baron de l'Empire. La même année, le 18 février, il était rentré au Corps législatif en vertu d'un nouvel acte du Sénat ; il y restera jusqu'en 1812.
Après avoir pris part à la Guerre d'Espagne pendant laquelle il commanda la place de Madrid, assista à un grand nombre d'engagements, fut gouverneur des provinces de Leon, de Zamora et de Toro, il fut encore employé en Westphalie en 1812, reçut un commandement dans la 32e division militaire en 1813, dont le chef-lieu était Hambourg, fit sauter les ponts de Haya[Où ?], de Nieubourg, et enleva Brême aux Russes. Puis il dirigea la retraite sur Wesel à la suite de la bataille de Leipzig, L'insurrection des pays hanséatiques de la Westphalie et de la Hollande appela le général du Pont-d'Aubevoye sur les rives de l'Yssel et du Rhin.

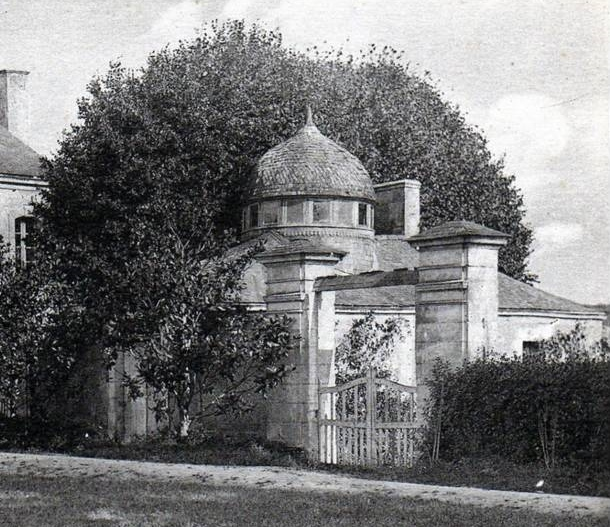
Chapelle de l'Auberdière.

Rallié à la Restauration, il fut promu lieutenant-général le 23 août 1814, et commandeur de la Légion d'honneur. Élu le 23 mai 1815, membre de la Chambre des Cent-Jours par le grand collège du département de Maine-et-Loire, il rentra dans ses terres après la session de cette législature. Il fut admis à la retraite le 1er janvier 1816.
Il chercha à se faire à nouveau élire à la Chambre des représentants, sans succès. En 1822 Lauberdière dépose une demande pour être élevé à la dignité de pair de France, sans suite non plus. Le roi Charles X le reçoit en audience particulière le 13 mars 1825. Nommé Conseiller général le 9 janvier 1831, il démissionne la même année. Très affecté par le décès de son épouse en 1834 qu'il fait enterrer dans la chapelle de l'Auberdière, il meurt quelques années après, le 8 février 1837. Il est inhumé également dans la chapelle de l'Auberdière.

## Armoiries
| Écu | Blasonnement |
| --- | --- |
|     | Ancien Régime et Restauration : D'argent à deux chevrons de gueules. Devise : VIRTUTE ET LABORE. Couronne : Marquis. Supports : Deux lions. |
|     | Empire : D’argent aux deux chevrons abaissés et superposés de gueule, quartier de baron tiré de l'armée. Titre : Baron de l'Empire accordé par décret du 19 mars 1808, et confirmé par lettres patentes du 3 juin 1808. Livrées : blanc et rouge. |

## Distinctions
Rubans des décorations
| Chevalier de Cincinnatus | Chevalier de Saint-Louis | Chevalier de l'Ordre militaire Maximilien-Joseph de Bavière | Commandeur de la Légion d'honneur |

- Chevalier de l'Ordre de Cincinnatus (1789).
- Chevalier de l'Ordre royal et militaire de Saint-Louis (1790).
- Légionnaire (1807) puis Commandeur de l'Ordre national de la Légion d'honneur (1814).

 Royaume de Bavière
- Chevalier de l'Ordre militaire de Maximilien-Joseph de Bavière (1806).

## Hommages

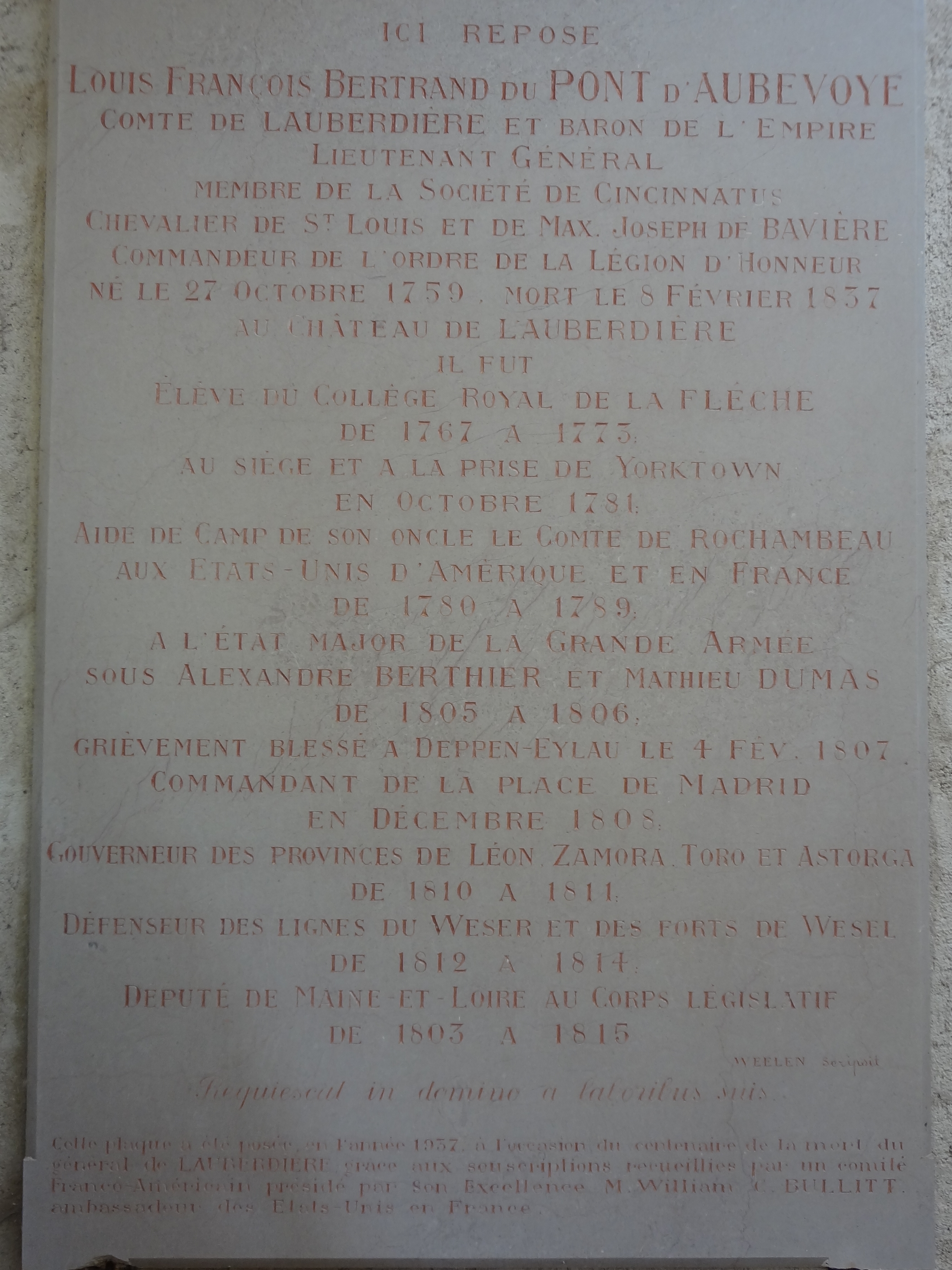
Plaque commémorative posée en 1938 par un comité franco-américain.

- Le dimanche 29 mai 1938 fut organisé le centenaire de la mort du Général Louis-François-Bertrand du Pont d'Aubevoye de Lauberdière à l'initiative de l'historien Jean-Edmond Weelen, biographe du Maréchal de Rochambeau et Secrétaire du Comité Lauberdière, sous la Présidence d'honneur de Son Excellence William Christian Bullitt, ambassadeur des États-Unis en France à cette époque, représenté par M. Douglas MacArthur, neveu du célèbre Général Douglas MacArthur, et par  M. le Major Lawrence Higgins, Secrétaire de l'ambassade américaine.
 Une messe fut célébrée dans la chapelle de l'Auberdière où reposent le Général et son épouse, suivie, plus tard dans la journée, de l'inauguration d'une plaque commémorative en marbre, gravée par la maison Charles Bullot de Tours, et bénie par M. l'abbé Louis-Marie Oger, Curé de Cuon-Bocé. Sous la longue épitaphe énumérant les titres et états de services du Général de Lauberdière, on lit cette mention : « Cette plaque a été posée en l'année 1937, à l'occasion du centenaire de la mort du Général de Lauberdière, grâce aux souscriptions recueillies par un comité franco-américain, présidé par Son Excellence M. William C. Bullitt, ambassadeur des États-Unis en France ». 
Plusieurs discours furent prononcés au cours de la cérémonie. Par M. Gaston Moreau, député-maire de la ville de Baugé, M. le comte Louis de Blois, Sénateur de Maine-et-Loire, représentant de la Société des Cincinnati de France, M. le vicomte Charles Benoist d'Azy, Secrétaire des Fils de la Révolution américaine (branche française), en présence d'une nombreuse assistance : « Les orateurs célébrèrent la mémoire du Général de Lauberdière, en soulignant la noblesse de sa vie qui fut marquée de jours héroïques et s'acheva, comme celle de son oncle, le Maréchal de Rochambeau, dans l'amour du terroir et le dévouement à ses compatriotes »[5]. 
Une centaine de convives se retrouva ensuite pour un vin d'honneur offert par M. Robert de Grandmaison, Député de Saumur, et d'un banquet pendant lequel a été lue une lettre de M. Georges Bonnet, Ministre des Affaires étrangères, adressée au Secrétaire du Comité Lauberdière, et témoignant de l'importance de cette manifestation d'amitié franco-américaine. À la fin de la journée, l'assemblée se rendit à l'Hôtel de ville de Baugé : une exécution des hymnes nationaux américain et français eut lieu sur la place du château.

- Le bicentenaire de la naissance du comte de Lauberdière s'est déroulé le 27 octobre 1959, deux cents ans jour pour jour après sa naissance. La cérémonie a eu lieu dans la chapelle de l'Auberdière où une messe fut célébrée par M. le Curé de Pontigné. Étaient présents le Colonel Lavigne, commandant le Prytanée national militaire de La Flèche où Lauberdière fut jadis élève, et des membres de la famille Odart de Rilly d'Oysonville, descendant de la sœur du Général de Lauberdière, ainsi que de plusieurs personnalités franco-américaines[6].

- Une association de sauvegarde de la chapelle où repose le Général, intitulée « Mémoire de Lauberdière », a été déclarée et publiée au Journal officiel le 9 août 2014, à la suite des dégâts dus au temps constatés à l'intérieur et à l'extérieur de l'édifice. Cette association a notamment pour objet de « perpétuer le souvenir du Général de Lauberdière (1759-1837), [...] ; restaurer la chapelle de l’Auberdière, [...] et entretenir la plaque commémorative inaugurée dans cette chapelle par un comité franco-américain le 29 mai 1938 »[7].

### Sources et bibliographie
- « Louis-François-Bertrand du Pont d'Aubevoye de Lauberdière », dans Adolphe Robert et Gaston Cougny, Dictionnaire des parlementaires français, Edgar Bourloton, 1889-1891 [détail de l’édition]
- Raoul Bauchard, « Notice historique sur le Général du Pont d'Aubevoye de Lauberdière », Société des Lettres, Sciences et Arts du Saumurois, no 86, octobre 1938, p. 3-8.
- Jean-Edmond Weelen, Un Combattant angevin de la Guerre d'Amérique. Lauberdière. Sa vie, son centenaire (1759-1837), Saumur, P. Richou et Fils, 1948.
- Louis Bergeron, Guy Chaussinand-Nogaret, Grands notables du Premier Empire (Maine-et-Loire), Paris, Éditions du CNRS, 1983, p. 204-206.
- Jonathan de Chastenet, « Un gentilhomme angevin en Amérique : le comte de Lauberdière (1759-1837) », Mémoires de l'Académie d'Angers, 2019, no 34, p. 235-251.